# Tatiana Borissovna et son neveu
Tatiana Borissovna et son neveu est une nouvelle d'Ivan Tourgueniev parue dans la revue russe Le Contemporain en 1848. La nouvelle fait partie du recueil Mémoires d'un chasseur, et ironise sur les artistes auto-déclarés.

## Résumé
Visite à Malyé-Bryki, chez Tatiana Borissovna Bogdanov, la cinquantaine, veuve.  Elle vivait jusque-là tranquillement dans son petit domaine, sans fréquenter le monde, sans beaucoup d’occupation. Le temps passait tranquillement.
Mais depuis une année, son neveu André Yvanytch Biélovzorov ou Andrioucha est de retour chez elle. Tatiana l’a recueilli enfant, à la mort de son frère, et l’a élevé tant bien que mal avec ses faibles moyens. Adolescent, il a été accueilli à Saint-Pétersbourg par Pierre Mikhaïlytch Bénévolenski, un ami de Tatiana. C'est là que le neveu est devenu soi-disant artiste, tout en se contentant de vivre aux crochets de son protecteur. À la mort de ce dernier, n’ayant plus aucun moyen de substance, il est revenu chez sa tante. Depuis il n’en fait qu’à sa tête, ne veut aucune contrainte, se comporte grossièrement.
Tatiana l’adore. 

## Édition française
- Tatiana Borissovna et son neveu, traduit par Françoise Flamant, Éditions Gallimard, Bibliothèque de la Pléiade, 1981  (ISBN 978 2 07 010980 7).